# Clot de Bou
Clot de Bou és una fondalada muntanyenca dels municipis d'Albinyana i Bonastre (Baix Penedès). Fondal o "fondo" del torrent de Clot de Bou que s'inicia al nord del terme municipal de Bonastre, a les Muntanyes del Tet, i discorre cap al nord passant pel terme d'Albinyana i acabant el seu curs al torrent de la Seguera, al sud del terme de la Bisbal del Penedès.
L'agrupació de defensa forestal (ADF) conjunta dels municipis d'Albinyana, La Bisbal del Penedès i Masllorenç porta el nom de Clot de Bou.